# Sven Thiele
Sven Thiele (Merseburg, 1969. május 12. –) német amatőr birkózó. Egymás után három nyári olimpiai játékon vett részt. 1996-ban 130 kg-os szabadfogású birkózásban a 6. helyen végzett. Négy év múlva ugyanebben a súlycsoportban 7. lett. 2004-ben pedig a 120 kg-os súlycsoportban a 7. helyen végzett.